# Château de Mortefontaine

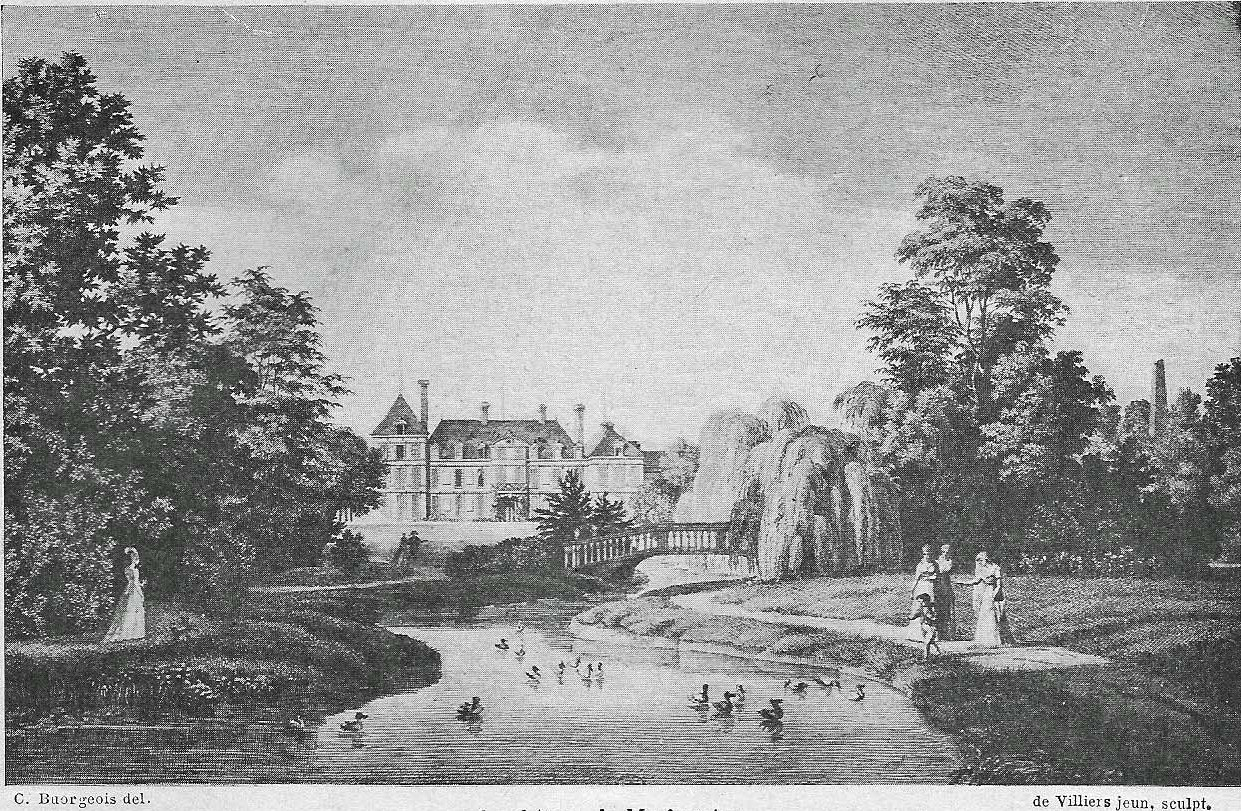
Grabado del del Château de Mortefontaine.

El Château de Mortefontaine es un palacio francés del siglo XVII situado en Mortefontaine, en el departamento de Oise y en la región de Hauts-de-France. Construido durante el período comprendido entre 1600 y 1630 para el señor de Plailly-Montmélian, Philippe Hotman, se convirtió en el centro de poder del Marquesado de Plailly-Montmélian, erigido en 1654, cuya sede administrativa permaneció en Plailly. El palacio es más conocido por haber sido la residencia de campo de José Bonaparte desde 1798 hasta 1814, lo que lo convirtió, en ese momento, en un lugar destacado de la vida social. Hoy es una residencia privada, que ha perdido su esplendor después de servir como escuela entre 1949 y 1958 y después como un hotel de lujo desde 1987. Del parque de estilo inglés diseñado en 1770 no queda nada significativo en esta parte del dominio.

## Propiedad de José Bonaparte
El hermano de Napoleón Bonaparte, José Bonaparte, compró Mortefontaine por escritura del 20 de octubre de 1798. El 30 de noviembre de 1800, el palacio fue escenario de la firma del tratado de amistad entre Francia y los Estados Unidos, conocido como Tratado de Mortefontaine. Esta fue una oportunidad para celebrar una gran fiesta con 1200 invitados, inmortalizada por un grabado de Francesco Piranesi. Más tarde, los preliminares de la Paz de Amiens se negociaron en el Château de Mortefontaine el 25 de marzo de 1802. Allí se celebraron dos matrimonios: el de Joachim Murat y Carolina Bonaparte el 20 de enero de 1800, y el del príncipe Camille Borghèse y Paulina Bonaparte, el 5 de noviembre de 1803. Lucien Bonaparte, propietario del relativamente cercano Château du Plessis-Chamant, y Napoleón Bonaparte con su esposa Joséphine de Beauharnais iban a menudo de visita. A José Bonaparte le encantaba Mortefontaine y permaneció allí con frecuencia. Se dedicó al embellecimiento del gran parque donde levantó una docena de construcciones (puentes, torres, ruinas, subterráneos entre las dos partes de la finca...). Su esposa, Julia Clary, residió allí casi permanentemente ya que su frágil salud la mantuvo alejada de la vida pública.
Para evitar la confiscación del dominio a la caída del Imperio, se puso a nombre de Madame de Villeneuve, pariente de Julia Clary. El palacio de Mortefontaine fue alquilado al barón alemán von Schickler, aficionado a la caza, que llevó allí un gran estilo de vida. Pero finalmente, José Bonaparte decidió venderlo desde su exilio en Estados Unidos. Así, en 1827, el último príncipe de Condé, padre del duque de Enghien, adquirió Mortefontaine, pero sin establecerse allí.